# 九龍倉碼頭
九龍倉碼頭是香港開埠初期的貨倉碼頭，由保羅·遮打先生成立的香港九龍碼頭及貨倉有限公司（今九龍倉集團）與怡和洋行於1886年設立，位於九龍尖沙咀西部海旁，為當時九龍規模最大的碼頭。

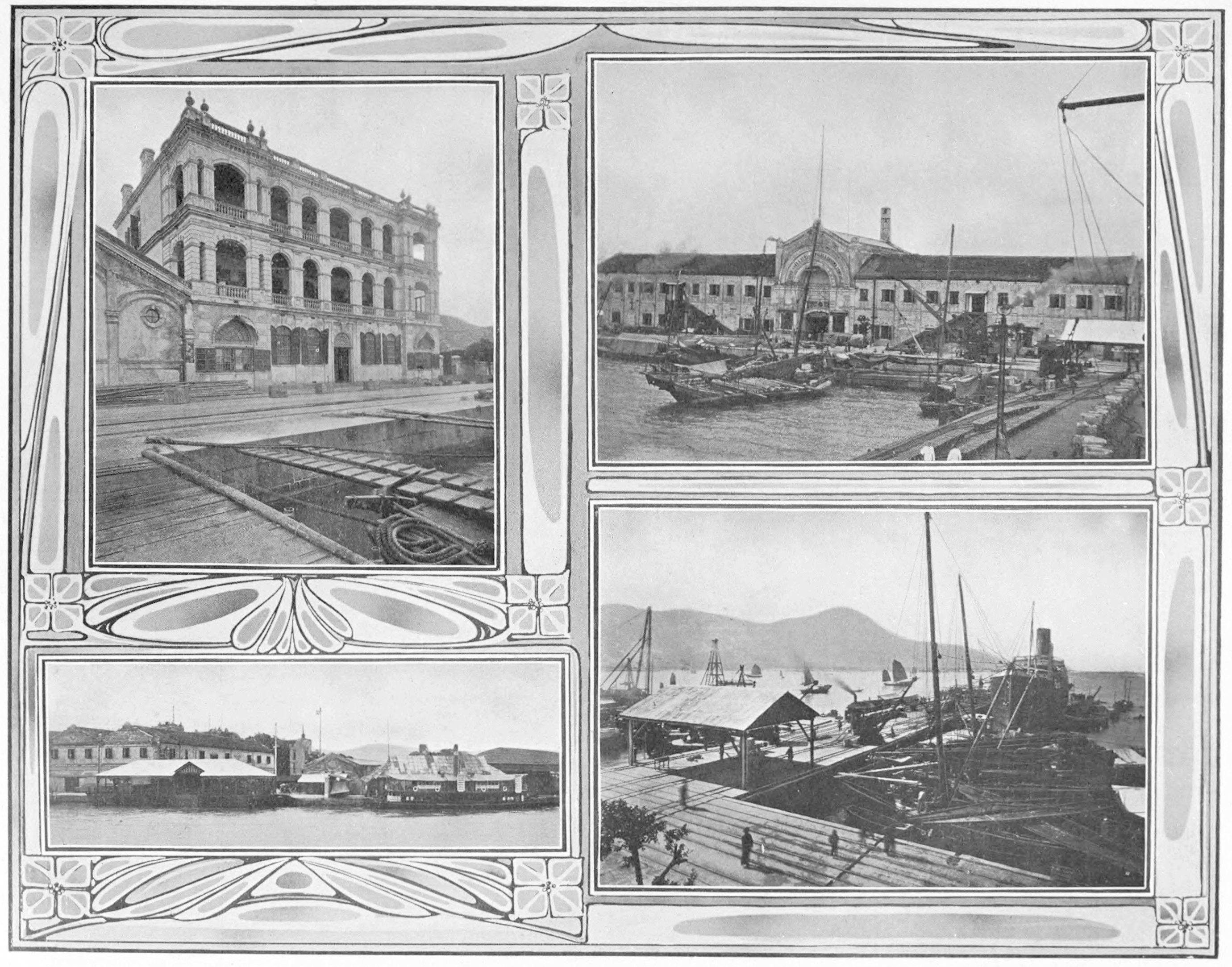
1908年九龍倉碼頭的組圖

1963年，九龍倉碼頭獲香港政府資助，將原有的第一號碼頭重建為樓高四層的海運大廈，成為當時罕見的集商場及郵輪碼頭於一身的建築物。1965年，九龍倉碼頭的部份地段改建為馬可孛羅香港酒店及海運戲院。到了1970年代，隨著葵涌貨櫃碼頭啟用，九龍倉碼頭的地位被取代，碼頭便拆卸重建，發展成由商業大廈、酒店及商場組成的海港城建築群。